# Bruno Brandes
Pour les articles homonymes, voir Brandes.
Bruno Brandes (né le 27 mars 1910 à Gross Ilsede, mort le 21 juin 1985 à Bischofsgrün) est un avocat et homme politique allemand (CDU). 

## Biographie
Brandes est le fils d'un fermier à Groß Ilsede. Après l'abitur en 1929 au Realgymnasium de Peine, il obtient un diplôme en droit et en sciences politiques dans les universités de Fribourg-en-Brisgau, Munich, Berlin et Göttingen, qu'il termine par deux examens de droit. De 1939 à 1945, il participe en tant qu'officier à la Seconde Guerre mondiale. À la fin de la guerre, il est fait prisonnier et libéré en octobre 1945. À partir de 1946, il travaille comme avocat à Holzminden et en 1953, il est admis comme notaire . 
Le 1er mai 1933, Bruno Brandes rejoint le NSDAP (numéro d'adhésion 3.063.690). Après la Seconde Guerre mondiale, Brandes rejoint à Holzminden la CDU. 
Brandes est à partir de 1956 maire et membre du conseil de la ville de Holzminden et membre du conseil de l'arrondissement de Holzminden. Il est membre du Landtag de Basse-Saxe de 1963 jusqu'à sa mort. Il est président du conseil de l'arrondissement de Holzminden de 1981 à 1985. 
Lors des élections fédérales de 1969, il est élu au Bundestag, mais le 29 octobre 1969, il renonce déjà à son mandat afin de rester dans la politique de la Basse-Saxe. Brandes est membre du Landtag de Basse-Saxe de la 5e à la 10e législature du 20 mai 1963 au 21 juin 1985. En tant que président du groupe parlementaire CDU, il est du 18 mai 1965 au 20 juin 1970 et du 13 février 1976 au 20 juin 1982. Il est également vice-président du groupe parlementaire CDU du 18 juin 1974 au 13 février 1976. Il est président du Landtag de Basse-Saxe entre le 22 juin 1982 et le 21 juin 1985. Brandes est président de la commission des affaires juridiques et constitutionnelles du 26 juin 1963 au 20 juin 1978 et président du Comité du règlement du 6 juillet 1967 au 20 juin 1970. 
Après les élections de 1967, le NPD compte un groupe de dix membres, mais Bruno Brandes parvient à persuader plusieurs députés de s'allier à la CDU pour renverser le Premier ministre social-démocrate Georg Diederichs du gouvernement du SPD / CDU. Bien que cela n'a pas abouti, cela conduit à des élections anticipées en 1970, qui amène au pouvoir un gouvernement unique du SPD sous Alfred Kubel, cette action lui a valu le surnom de "rapace". En 1976, il obtient les voix nécessaires à Ernst Albrecht, que beaucoup pensent qu'il les achetées, pour qu'il soit élu, malgré une majorité du SPD et FDP et donc contre leur candidat Helmut Kasimier. 
L'année précédant sa mort, il est aux prises avec des difficultés politiques, car il est devenu public qu'il exploite sans autorisation un zoo privé existant depuis 1955 à Schießhaus, sans l'autorisation de la loi de 1981 sur la conservation en Basse-Saxe. 

## Honneurs
- Grand commandeur de l'ordre du Mérite de la République fédérale d'Allemagne
- Médaille d'État de Basse-Saxe